# Edmund Martin
Edmund Martin (* 8. Februar 1982) ist ein deutscher Bogenbiathlet.
Edmund Martin lebt in Rückholz und war für den SK Nesselwang aktiv. Bei den Bogenbiathlon-Weltmeisterschaften 2004 in Pokljuka kam er auf die Plätze 15 im Sprint, 17 in der Verfolgung, acht im Massenstart sowie mit Bernhard Martin, Michael Kuffer und Jörg Kohlmann auf Rang sechs mit der Staffel. Besonders erfolgreich wurde das Jahr 2005. Mehrfach konnte er sich auf einstelligen Rängen, darunter einem zweiten Rang in einem Sprintrennen in Brusson platzieren. Bei den Bogenbiathlon-Weltmeisterschaften 2005 in Forni Avoltri wurde er Sechster im Sprint und gewann hinter Igor Borissow und Pawel Borodin im Verfolger sowie hinter Borissow und Igor Samoilow im Massenstartrennen die Bronzemedaillen. Er war damit der einzige männliche Deutsche der je Medaillen bei Bogenbiathlon-Weltmeisterschaften gewinnen konnte und zugleich der einzige Deutsche, der Einzelmedaillen gewann.